# 江戸前
江戸前（えどまえ）とは、江戸城の前の意であり、江戸時代に存在していた「江戸前島」もしくは「佃島」周辺の漁場を指す言葉であった。
転じて、東京湾で取れた魚介類のこと、また上方に対して江戸の流儀、やり方のことをいう（「江戸前寿司」など）。
なお、上方から江戸へ下る際に、六郷川（多摩川）に辿り着くと、江戸の手前まできたということを語源の発祥とし、川崎市周辺を江戸前と呼ぶとする説もある。

## 歴史
江戸前の海は、江戸の前の海の意で、江戸の沿岸の品川沖から葛西沖あたりまでの海域を指した。江戸前は、海域ではなく漁場を示す言葉であり、江戸城の前の漁場のことで「江戸前島」もしくは「佃島」周辺を指していた。
享保年間においては、その江戸前でとれた魚介類を指した。
宝暦年間においては、鰻（うなぎ）を指すようになった。「江戸前大蒲焼番付」という本が発売されている。
幕末には江戸前の魚は味がうすく、野菜を食べているのと変わらないとされていた。

## 「江戸前」の定義
近世において、現在の東京湾を指す言葉として「江戸前海」や「江戸内海」あるいは「江戸前」などが使われていた。このうち江戸前海や江戸内海はある範囲をもった海域のことであるが、江戸前は本来は漁場を示す言葉であり、佃沖とほぼ同様に使用されてきた。

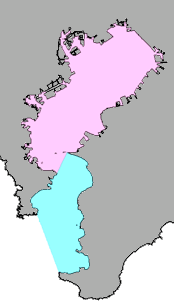
東京湾の範囲
桃色の東京湾内湾と水色の外湾（浦賀水道）を合わせた範囲で、現在の江戸前はこの範囲で獲れた魚介類を指す。

漁場としての江戸前は佃沖を指すとしても、どこまでが佃沖かはそう簡単には決められない。一般的な感覚では現在の神奈川県や千葉県の沿岸が佃沖とは考えられないが、漁業をする当事者にとってはそうとは限らない。海は続いており魚は回遊するものでもあり、古くから"どこで取れた魚を江戸前と呼ぶか?"という定義は曖昧で、そのため各方面から主張がなされ、様々な議論が繰り返されてきた。その議論に終止符を打つため、2005年8月、水産庁の「豊かな東京湾再生検討委員会食文化分科会」（会長＝小泉武夫東京農大教授）は、江戸前を「東京湾全体でとれた新鮮な魚介類を指す」と定義付けた（ここでいう東京湾は、三浦半島の剱崎（神奈川県三浦市）と房総半島の洲崎（千葉県館山市）を結ぶ線より内側の東京湾のほぼ全域）。
同分科会は定義付けの理由について、「江戸前とは本来江戸城の前という意味であり、羽田沖から江戸川河口周辺の沿岸部を指すものであった。しかし現在、このあたりの海域では漁業はほとんど行われていないことから、江戸前の定義を東京湾全体に拡大した。」となどと説明している。また議論の折、観音崎（神奈川県横須賀市）と富津岬（千葉県富津市）を結ぶ線より北側の東京内湾のみを江戸前とすべきという意見も出されたが、内湾と外湾を行き来する魚が多いこと、江戸前寿司と呼称される寿司には外湾で取れる魚介類もネタに含まれていることなどを理由として、東京湾全体を江戸前とする結論に達している。
もっとも、これは採れた魚をどこまで江戸前と称することを許容するか、言い換えれば産地偽装にあたらないかというだけの話である。水産庁に言葉の意味を決める権限があるわけでもなく、ましてこの言葉が広く使われていた江戸時代に遡って適用できるものではないことは当然である。

## 昨今の東京湾
明治維新後、東京湾の北部沿岸は埋め立てが進むとともに、港湾として開発された。第二次世界大戦後には水質汚染が深刻だった時期もあり、漁業の中心は東京湾の南側へ移った。21世紀の現代においても、アナゴなど一部魚種や海苔において、「江戸前」はブランドとしてアピールされている。
江戸前（東京湾）での漁獲量は1960年頃の19万トンから近年は2万トン前後に減っている。北部沿岸の埋め立て、漁業従事者の減少などが背景にある。一方で前述のように「江戸前」のブランド力は高く、東京湾南部の千葉県鋸南町では漁業協同組合が「江戸前シリーズ」と銘打ってシマアジ、マダイ、ギンザケを養殖している。千葉県市川市・船橋市沖では外来種ホンビノスガイが定着して重要な水産資源となり、漁獲量が江戸前を代表する二枚貝であったアサリ、アオヤギを上回るようになるなど、自然環境の変化や人間活動の影響により江戸前漁業は変化しつつ続いている。